# Курбалия
Курбалия (на сръбски: Курбалија или Kurbalija; на албански: Kurbalia) е село в Югоизточна Сърбия, Пчински окръг, община Прешево.

## Население
Албанците в община Прешево бойкотират проведеното през 2011 г. преброяване на населението.
Според преброяването на населението от 2002 г. селото има 146 жители.

### Етнически състав
Данните за етническия състав на населението са от преброяването през 2002 г.
- албанци – 144 жители (98,64%)
- неизяснени – 1 жител (0,68%)
- неизвестно – 1 жител (0,68%)